# Provinciale weg 254
De provinciale weg 254 (N254) is een provinciale weg in de provincie Zeeland. De N254 loopt van Middelburg naar het knooppunt Drie Klauwen met de N62 en is een van de ontsluitingswegen voor het haven- en industriegebied Vlissingen-Oost (Sloegebied) en de Zak van Zuid-Beveland.
De weg is grotendeels uitgevoerd als vierstrooks-stroomweg (autoweg). Tussen de aansluiting met de A58 bij Middelburg en het Sloegebied is hij uitgevoerd met twee rijstroken per rijrichting. Over de gehele lengte geldt een maximumsnelheid van 100 km/h. In de gemeente Borsele heet de weg Bernhardweg West, in de gemeente Vlissingen Middelburgse Schroeweg en Sloeweg-Noord en in de gemeente Middelburg Schroeweg.

## Geschiedenis
Oorspronkelijk verliep de N254 vanaf de aansluiting met de N62 verder via 's-Heer Arendskerke en 's-Heer Hendrikskinderen naar Goes. Bij de opening van de Westerscheldetunnel in maart 2003 is tussen de A58 en de grens met België ten oosten van Sas van Gent echter een nieuw nummer ingesteld om de doorgaande route van één wegnummer te voorzien. Het gedeelte van de N254 tussen de aansluiting Heinkenszand van de A58 en Nieuwdorp onderdeel van de N62. Dit had als gevolg dat er vanaf 2003 een 'gat' in het routeverloop van de N254 zat. De provincie Zeeland heeft dit opgelost door het gedeelte tussen de aansluiting op de A58 en Goes vanaf 2007 om te nummeren tot N664.

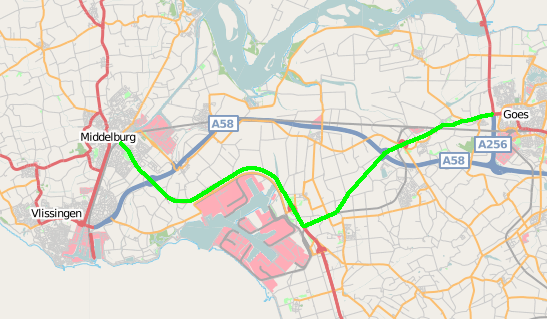
Detailkaart van het oorspronkelijke traject van de N254

N62 · N69 · N251 · N252 · N253 · N254 · N255 · N256/A256 · N257 · N258 · N260 · N261 · N262 · N263 · N264 · N266 · N267 · N268 · N269 · N270/A270 · N271 · N272 · N273 · N274 · N275 · N276 · N277 · N278 · N279 · N280 · N281 · N282 · N283 · N284 · N285 · N286 · N287 · N288 · N289 · N290 · N291 · N292 · N293 · N294 · N295 · N296 · N296n · N297 · N298 · N300 · N321 · N322 · N324 · N329 · N389 · N394 · N395 · N396 · N397

N556 · N562 · N564 · N570 · N572 · N590 · N595 · N598 · N601 · N602 · N605 · N607 · N612 · N613 · N615 · N616 · N617 · N618 · N620 · N622 · N625 · N629 · N631 · N632 · N637 · N638 · N639 · N640 · N641 · N651 · N652 · N653 · N654 · N655 · N656 · N658 · N659 · N660 · N661 · N662 · N663 · N664 · N665 · N666 · N667 · N668 · N669 · N670 · N671 · N673 · N674 · N675 · N676 · N682 · N683 · N686 · N689 · N690 · N831 · N843

Voormalige provinciale wegen: N299 · N551 · N552 · N553 · N554 · N555 · N560 · N561 · N563 · N565 · N566 · N567 · N568 · N571 · N574 · N580 · N581 · N582 · N583 · N584 · N585 · N586 · N587 · N588 · N589 · N591 · N592 · N593 · N594 · N596 · N597 · N603 · N604 · N606 · N608 · N610 · N611 · N614 · N619 · N621 · N623 · N624 · N626 · N628 · N630 · N634 · N642 · N657